# Шејлер (Ајова)
Шејлер (енгл. Schaller) град је у америчкој савезној држави Ајова. По попису становништва из 2010. у њему је живело 772 становника.

## Демографија
Према попису становништва из 2010. у граду је живело 772 становника, што је -7 (-0.9%) становника више него 2000. године.
| Група             | 2000.       | 2010.       |
| Белци             | 743 (95,4%) | 687 (89,0%) |
| Афроамериканци    | 1 (0,1%)    | 1 (0,1%)    |
| Азијати           | 2 (0,3%)    | 2 (0,3%)    |
| Хиспаноамериканци | 24 (3,1%)   | 74 (9,6%)   |
| Укупно            | 779         | 772         |